# Mary Kirk
Mary Kirk (falecida em Huntingdon, em 28 de julho de 1716), foi uma mulher inglesa acusada de bruxaria em Huntingdon, na Inglaterra. Ela foi condenada à morte por homicídios em Huntingdon no dia 28 de julho de 1716 juntamente com a sua filha de cerca de dez anos, Elizabeth Hicks, e é considerada a última pessoa executada na Inglaterra por bruxaria.
Mary Kirk morava em Huntingdon com o seu marido, Edward. A sua filha Elizabeth nasceu em 1705.
A história delas está registada num panfleto de oito páginas intitulado, Todo o julgamento e exame da Sra. Mary Hicks e da sua filha Elizabeth, impresso por W. Matthews (Londres) em 1716. O julgamento acusou Hicks e a sua filha de tirarem as meias “para provocar uma tempestade”.
A investigação e execução são incomuns porque no início do século XVIII muitas pessoas já questionavam a realidade da bruxaria.